# Bellen
Bellen is een gemeente (commune) in de regio Ségou in Mali. De gemeente telt 6900 inwoners (2009).